# Tsiamalao
Tsiamalao est une commune urbaine malgache située dans la partie centrale de la région de Sofia.

## Démographie
La population de la commune est estimée à environ 21 000 habitants lors du recensement communal de 2001.